# Patriarchaat (sociologie)
Patriarchaat (πατριαρχία < πατήρ patér, vader; ἀρχή arché, heerschappij) is een maatschappijvorm waarin mannen de dominante rol hebben. De term is afgeleid van patriarch, de titel van een geestelijke leider van het mannelijk geslacht.

## Negentiende-eeuwse theorieën
In de theorieën van Johann Jakob Bachofen, Friedrich Engels en andere negentiende-eeuwse wetenschappers werd het patriarchaat gezien als een historische periode die volgde op een periode van moederrecht. Voor Bachofen was er sprake van een eenlijnige culturele evolutie van de samenleving en was het patriarchaat een verbetering ten opzichte van het matriarchaat dat weer een verbetering was geweest ten opzichte van de periode van promiscuïteit die daaraan vooraf zou zijn gegaan.
Volgens Engels was patriarchaat juist een verslechtering ten opzichte van de eerdere egalitaire samenleving die overeenkomsten had met de communistische samenleving die hem voor ogen stond. De overgang zou het gevolg zijn van het ontstaan van een samenleving waarin eigendom een rol speelde. Dit zou zijn gebeurd bij de overgang van rondtrekkende jager-verzamelaars naar sedentaire boeren tijdens de neolithische revolutie. Om te voorkomen dat eigendom over zou gaan op de kinderen van zijn zus, zou de man het patriarchaat hebben afgedwongen.
Ernst Borneman beschouwde vaderrecht als een vorm van eigendomsrecht. Deze visie kreeg veel invloed binnen feministische ideologieën.

## Voetnoot
1. ↑  Borneman, E. (1975): Das Patriarchat. Ursprung und Zukunft unseres Gesellschaftssystems, Fischer S., p. 148